# Петровское (Юргамышский район)
Петровское — село в Юргамышском районе Курганской области. Входит в состав Красноуральского сельсовета.

## История
До 1917 года в составе Кипельской волости Челябинского уезда Оренбургской губернии. По данным на 1926 год состояло из 517 хозяйств. В административном отношении являлось центром Петровского сельсовета Юргамышского района Курганского округа Уральской области.

## Население
| 1989 | 2002 | 2010 |
| ---- | ---- | ---- |
| 287  | ↘255 | ↘182 |

По данным переписи 1926 года в селе проживало 2305 человек (1062 мужчины и 1243 женщины), в том числе: русские составляли 100 % населения.